# Maják Kihnu
Maják Kihnu (estonsky Kihnu tuletorn) stojí na jižním cípu ostrova Kihnu v obci Kihnu v kraji Pärnumaa v Baltském moři v Estonsku. Je ve správě Estonského úřadu námořní dopravy (Veeteede Amet, EVA), kde je veden pod registračním číslem 840.
Maják naviguje lodi v severní části Rižského zálivu.

## Historie
Potřeba výstavby majáku byla carským Ruskem schválena už v roce 1833, ale kvůli nedostatku financí maják nebyl postaven. V roce 1863 byly v zahraničí objednány litinové majáky Gordonovy konstrukce pro Virtsu, Viirelaiu a Kihnu. Anglická firma Porter & Co. v roce 1864 dodala jednotlivé díly, které byly smontovany na místě, a v roce 1865 byl maják uveden do provozu. Také světlo-optické zařízení (Fresnelova čočka 3. stupně) bylo objednáno v Anglii u firmy Chance Brother & Co. V roce 1898 byl na maják zaveden telefon.
Maják se dochoval v původní podobě, světlo-optické zařízení bylo zmodernizováno. Od roku 1882 používal petrolejové lampy. V roce 1996 byl plně automatizován. Věž prošla renovací v roce 2018.
U majáku se dochoval obytný dům, sklep a sklad petroleje z 19. století a sauna, dům a strojovna generátoru z poloviny 20. století. Od roku 2003 je věž přístupná veřejnosti.

## Popis
Bílá litinová věž ve tvaru komolého kužele o výšce 28 metrů je ukončena plochým osmibokým ochozem s lucernou vysokou 1,5 m.

### Data
Zdroj
- Výška světla: 29 m n. m.
- Dva záblesky bílého a červeného světla ve směrovém sektoru v intervalu 8 sekund

| Barva                               | bílá      | červená   | Zdroj |
| Charakteristika 1,5+1,5+1,5+7,5=12s |           |           | [ 3 ] |
| Azimut                              | 262°–225° | 225°–262° | [ 3 ] |
| Výseč                               | 323°      | 37°       | [ 3 ] |
| Dosvit (nm)                         | 11        | 11        | [ 3 ] |
| Svítivost (cd)                      | 4200      | 4200      |       |

### Označení
- Admiralty: C3595
- ARLHS: EST-051
- NGA: 12496
- EVA 835

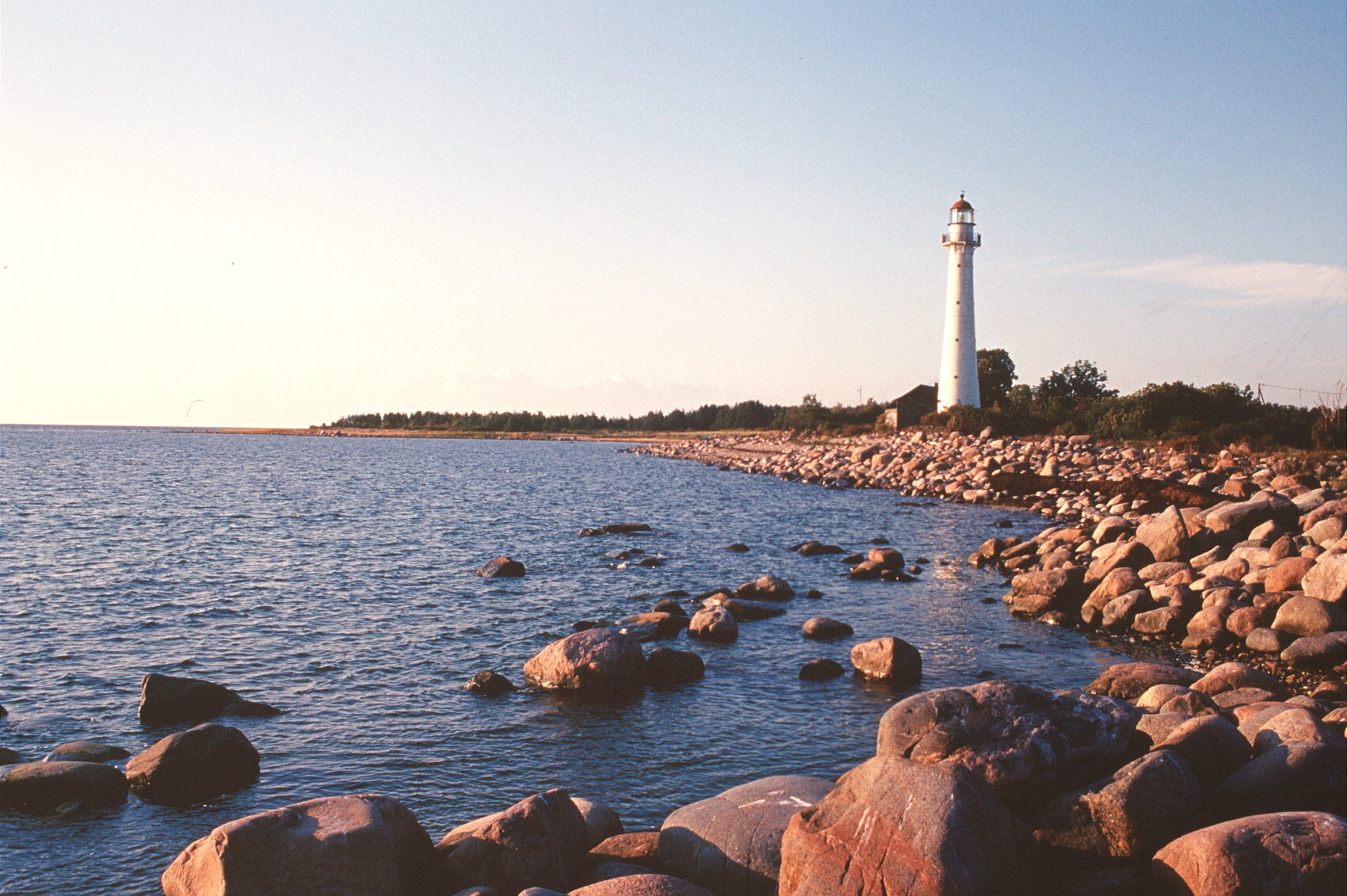
Maják v roce 2008
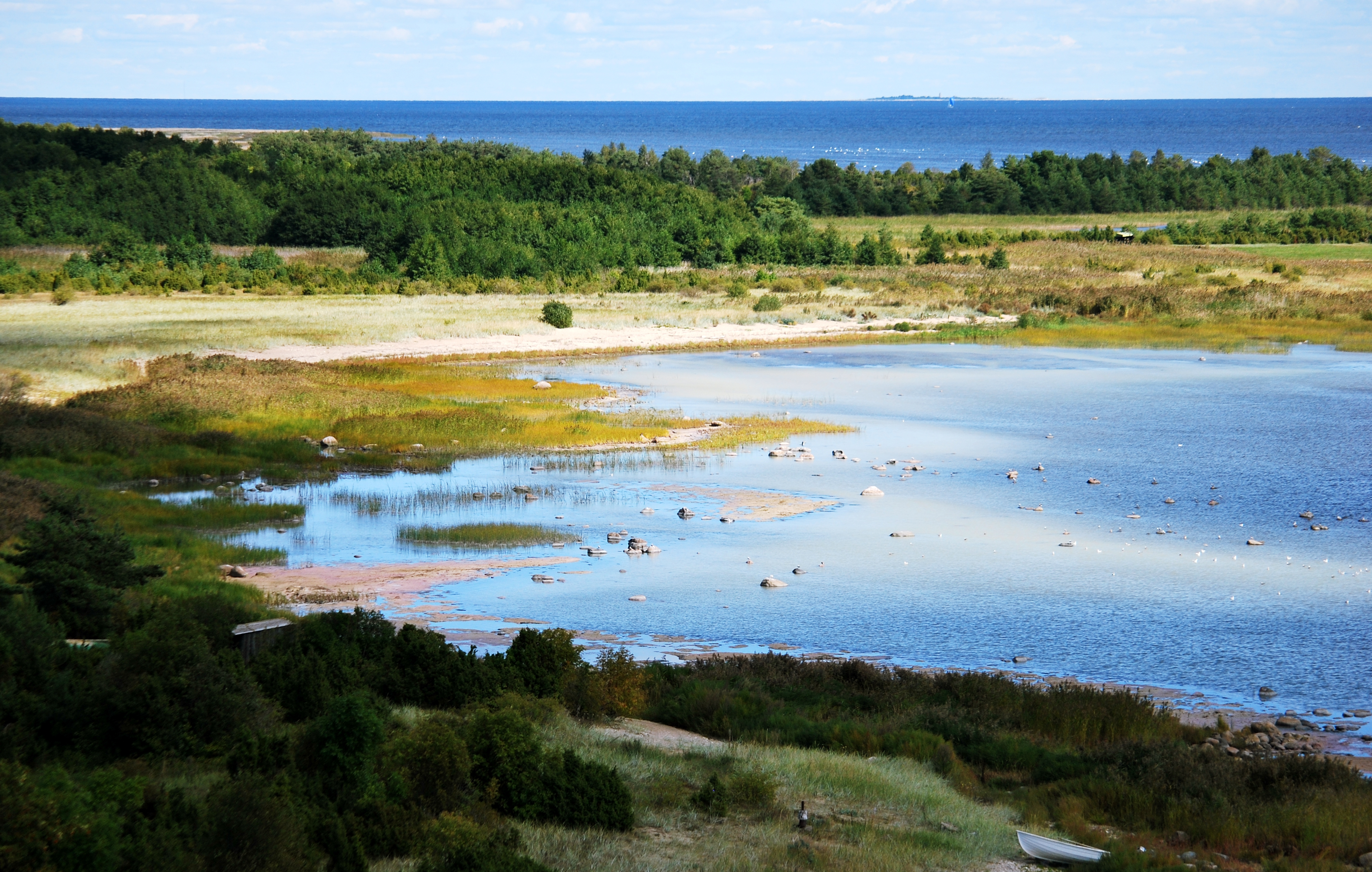
Výhled z majáku